# Horažďovice
Horažďovice (prononcé, en tchèque, [ˈɦoraʒɟovɪt͡sɛ] ; en allemand : Horaschdowitz) est une ville du district de Klatovy, dans la région de Plzeň, en République tchèque. Sa population s'élevait à 5 142 habitants en 2024.

## Géographie
Horažďovice est arrosée par l'Otava et se trouve à 31 km à l'est-sud-est de Klatovy, à 53 km au sud-est de Plzeň et à 100 km au sud-ouest de Prague.
La commune est limitée par Velký Bor et Svéradice au nord, par Mečichov, Hlupín, Střelské Hoštice et Kladruby à l'est, par Kalenice, Hejná et Velké Hydčice au sud, et par Malý Bor, Břežany et Pačejov à l'ouest.

## Histoire
En 1292, le hameau reçoit le statut de ville du roi Venceslas II de Bohême.
À la fin de la Seconde Guerre mondiale, la ville est libérée par la 3e armée américaine commandée par le général Patton.

## Administration
La commune se compose de neuf sections :
- Babín
- Boubín
- Horažďovice
- Horažďovická Lhota
- Komušín
- Svaté Pole
- Třebomyslice
- Veřechov
- Zářečí

## Patrimoine
- Château (XVe au XVIIe siècles)
- Église Saint-Pierre-et-Saint-Paul (XIIIe et XIVe siècles)
- Colonne mariale (1753)

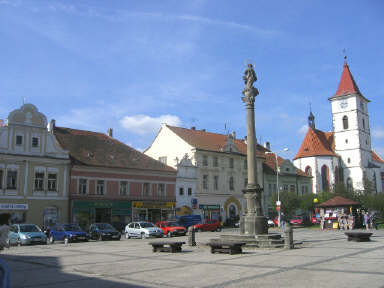
Place de la Paix : colonne mariale.
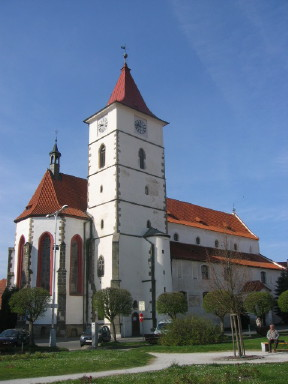
Église Saints-Pierre-et-Paul.
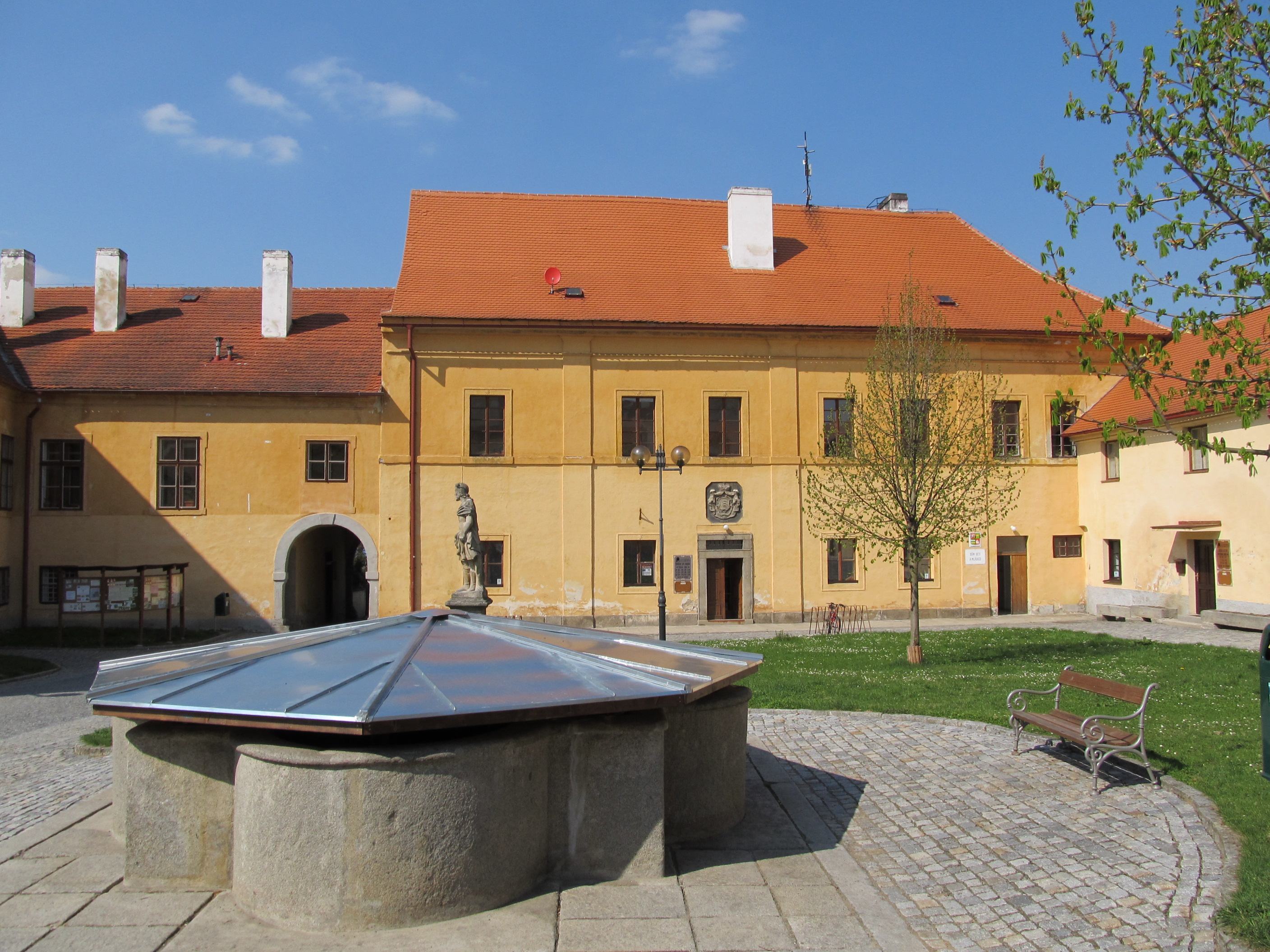
Château de Horažďovice.

## Transports
Par la route, Horažďovice se trouve à 18 km de Strakonice, à 33 km de Klatovy, à 61 km de Plzeň et à 113 km de Prague.

## Personnalités
- Rodolphe Ier de Bohême y est décédé le 4 juillet 1307
- Otakar Ševčík (1852-1934), violoniste et compositeur tchèque